# Thorstein Veblen

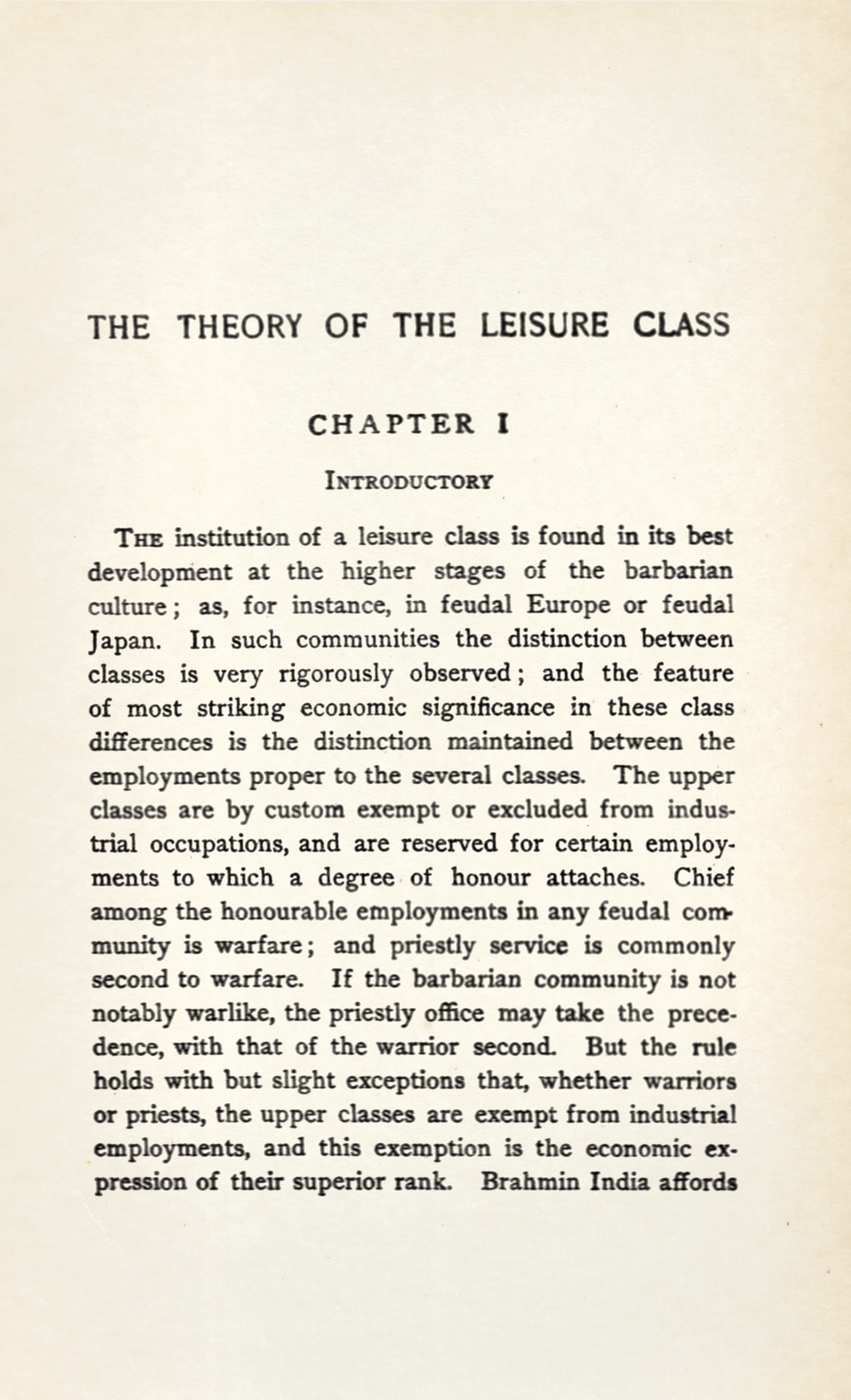
Theory of the leisure class, 1924

Thorstein Veblen, född 30 juli 1857 i Cato i Wisconsin, död 3 augusti 1929 i Menlo Park i Kalifornien, var en amerikansk nationalekonom och sociolog. Han var en av de ledande företrädarna för den ekonomiska institutionalismen (även efficiency movement).

## Biografi
Thorstein Veblen var son till norska immigranter; hans brorson Oswald Veblen blev en berömd matematiker. Thorstein Veblen doktorerade i filosofi vid Yale University, och hade under tiden som student blivit påverkad av pragmatismen. Dess företrädare Charles Sanders Peirce och John Dewey stiftade han personligen bekantskap med vid några av de universitet som han studerade vid. I synnerhet Deweys evolutionsteori och relativism blev avgörande för Veblens ekonomiska teori. År 1892 fick han anställning vid universitetet i Chicago efter att under en lång tid ha ansetts som en udda figur.

## Verk
År 1899 gav Veblen ut The Theory of the Leisure Class, som är det verk hans namn främst är förknippat med. Det är en kritisk skildring av överklassens konsumtion och business-mindedness, och visar tydliga drag av Marx, Darwin och Herbert Spencer. För Veblen var ekonomin en kulturell institution, varmed han bröt med den neoklassiska skolan och den traditionella ekonomivetenskapens avgränsningar mot andra ämnen. Veblen betraktade sin egen forskning och nationalekonomi som samhällsvetenskap och inte som ett eget ämne.
"Veblen-effekten" är ett välkänt begrepp inom konsumtionssociologi, vilket innebär att konsumenten per automatik tror/förväntar sig att en dyrare vara också är bättre. År 1919 grundade Veblen The New School for Social Research tillsammans med Charles Beard, James Harvey Robinson och John Dewey. Han har haft stort inflytande på bland andra C. Wright Mills, Gunnar Myrdal, John Kenneth Galbraith och John R. Commons.